# Антисемітизм у США

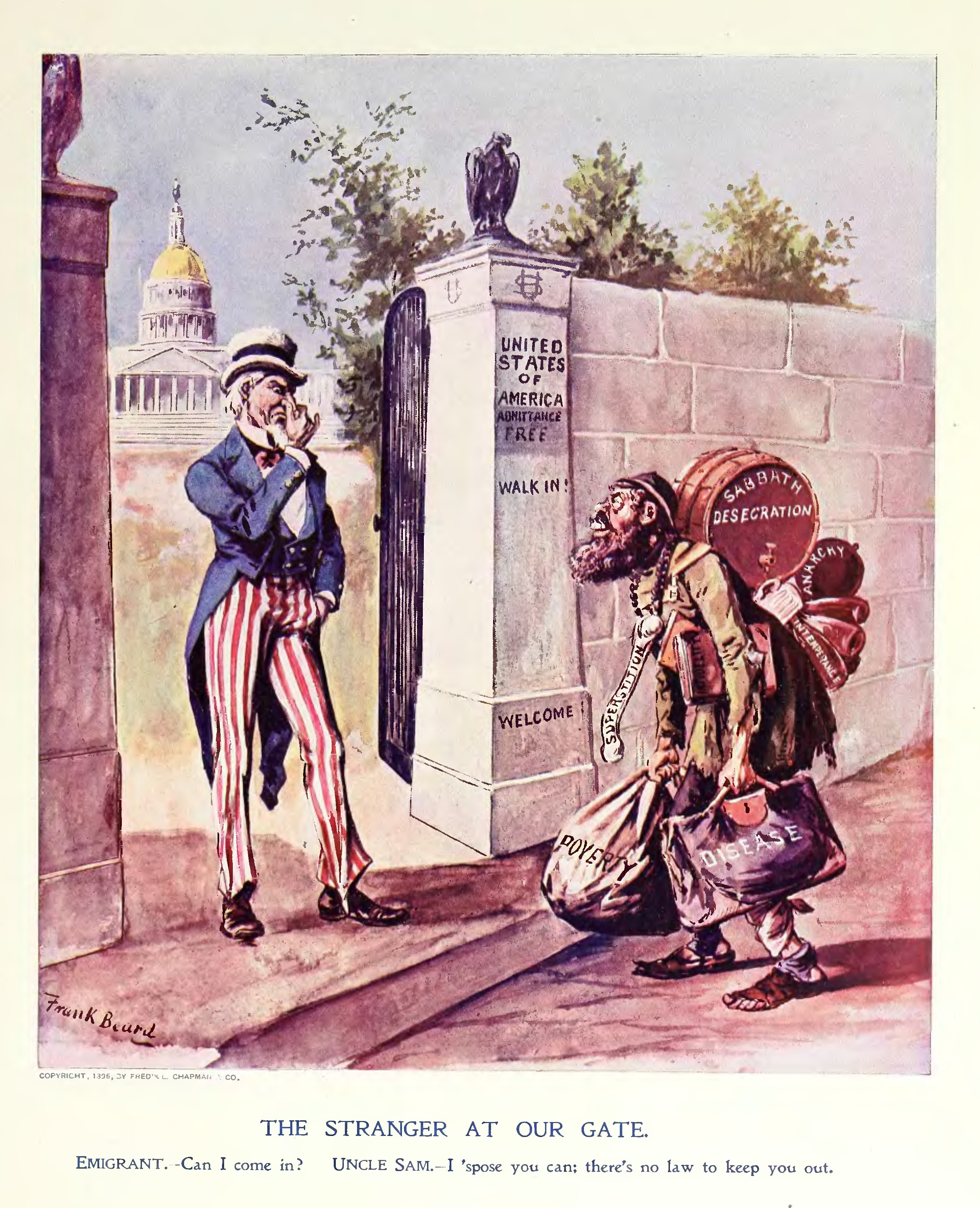
Антиіммігрантська карикатура 1890 року (єврей несе із собою в США злидні, хвороби і анархію)

Антисемітизм у США — проблема дискримінації американських євреїв в Сполучених Штатах Америки за національною ознакою. Євреї населяли територрію сучасних США з колоніальних часів, і до початку Другої світової війни мав багато спільного із американським расизмом, направленого загалом проти неанглосаксонського або нехристиянського населення. На сьогоднішній день в США проживає друга за величиною єврейська громада в світі, хоча до рубежу XIX—XX століть громада була значно меншою. Тенденція зниження антисемітських проявів в XX столітті пов'язана із загальним зниженням соціального расизму в США, особливо після Другої світової війни і Руху за цивільні права.

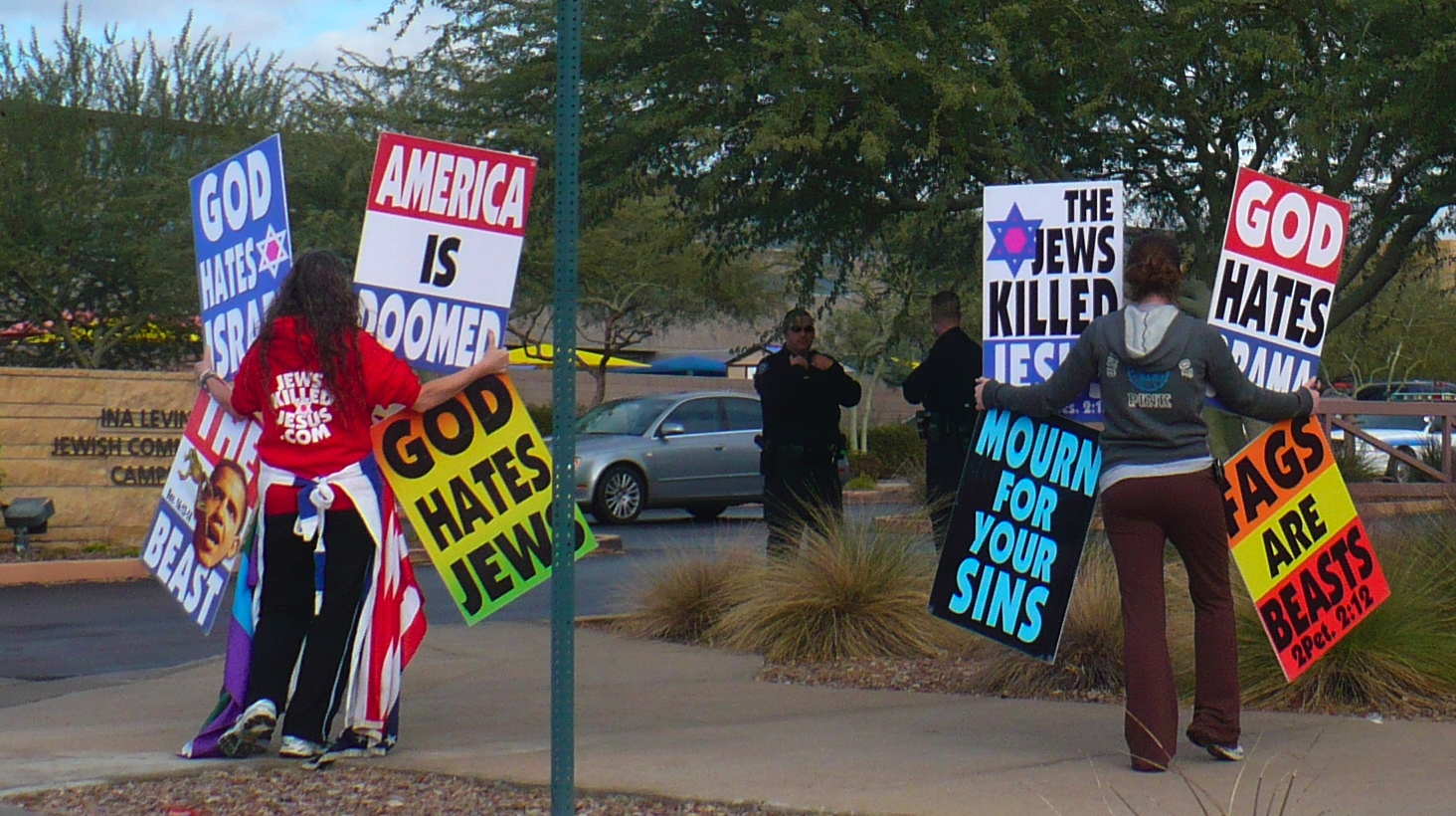
Члени Баптистської церкви Вестборо з антисемітськими плакатами пікетують єврейський громадський центр, 2010 рік

Тим не менш, расизм як і антисемітизм в цілому в США зберігається і досі. За данними звіту ABC News 2007 року, близько 34 % американців повідомили, що відчувають «деякі расистські почуття». За даними опитувань Антидефамаційної ліги, антисемітизм рішуче відкидає більшість американців, 64 % з них похвалили євреїв за культурний внесок в історію нації в 2011 році. В той же час 19 % американців підтримують антисемітський міф, ніби євреї контролюють Волл-стріт. Заперечення Голокосту в останні роки підтримує менше 10 % американців. Більшість із них представляють радикальні опозиційні сили, або малоосвічену частину населення.
Масова імміграція в США, що почалася в другій половині XIX століття призвела до зростання антисемітизму, оскільки східноєвропейські євреї складали істотну частину іммігрантів із Східної та Південної Європи. Ворожість багатьох корінних американців до цих євреїв була частиною ворожості до слов'ян, угорців та італійців. Зі свого боку, багато іммігрантів з країн Центральної та Східної Європи привезли в Америку власні забобони щодо євреїв.
На початку XIX століття поліція в нью-йоркському районі Нижній Іст-Сайд (Мангеттен) нерідко заарештовувала і била євреїв за надто гучні розмови в парку. У випадках насилля над євреями, поліцейські (які здебільшого складались із католиків-ірландців) ставали на бік поргомщиків (також здебільшого католиків-іммігрантів).
На півдні США сплеск антисемітизму спричинила Справа Лео Франка, якого у 1913 році було визнано винним у згвалтуванні і вбивстві дівчинки на підставі сумнівних доказів, засуджено до смерті, помилувано губернатором, а потім викрадено із в'язниці і лінчовано. У результаті справи було створено Антидефамаційну лігу.
Перший «кривавий наклеп» на євреїв в США стався у 1890 році, коли у нью-йоркській іммігрантській родині євреїв звинуватили у релігійному вбивстві. Це вилилось у масові погроми.
На початку 1920-х років, на хвилі «червоної загрози», євреї отримали образ «ворогів християнства», «безсовісний фінансист» і «представник нижчої раси». До цькування долучився Генрі Форд, який в цей час придбав газету «The Dearborn Independent», у кожному номері якої містилась антисемітська стаття у спеціальній рубриці «Міжнародний єврей». У 1927 році єврейські організації США пригрозили Форду бойкотом автомобілів його компанії, якщо він не закриє газету і не вибачиться перед євреями.
У 1930-х роках, на фоні посилення фашизму в Європі, приходу до влади в Німеччині нацистів, у США почали з'являтися багато ультраправих профашистських організацій. У 1933-34 роках на радіо з антисемітською доповіддю виступив католицький священник Чарльз Едвард Коглін, було створено «Християнський фронт», члени якого розповсюджували антисемітські афіши. Почались масові атаки на синагоги та євреїв, особливо в Нью-Йорку та Бостоні. Поліцейські, більшість з яких були членами «Християнського фронту», не заважала погромам. 20 лютого 1939 року в Нью-Йорку пройшов двадцятитисячний марш Німецько-американського союзу. 16 вересня 1941 року американський льотчик і прихильник нацистів Чарльз Ліндберг в Де-Мойні заявив: «Найбільша небезпека для цієї країни — це єврейські влада і вплив в кіно, пресі, радіо і уряді».
Вступ США у Другу світову війну лише посилив антисемітські настрої. В суспільстві ходили чутки, що євреї гонять американців на війну, при цьому вони самі не служать в армії, або служать офіцерами, що президент країни Франклін Рузвельт — єврей, що неєвреї не отримують військового контракту, що 80 % багатств країни захопили євреї, тощо.
Після війни антисемітизм в США зменшився. На початку 1960-х років останні відсоткові норми в американських університетах були скасовані.